# متعقب شمسي

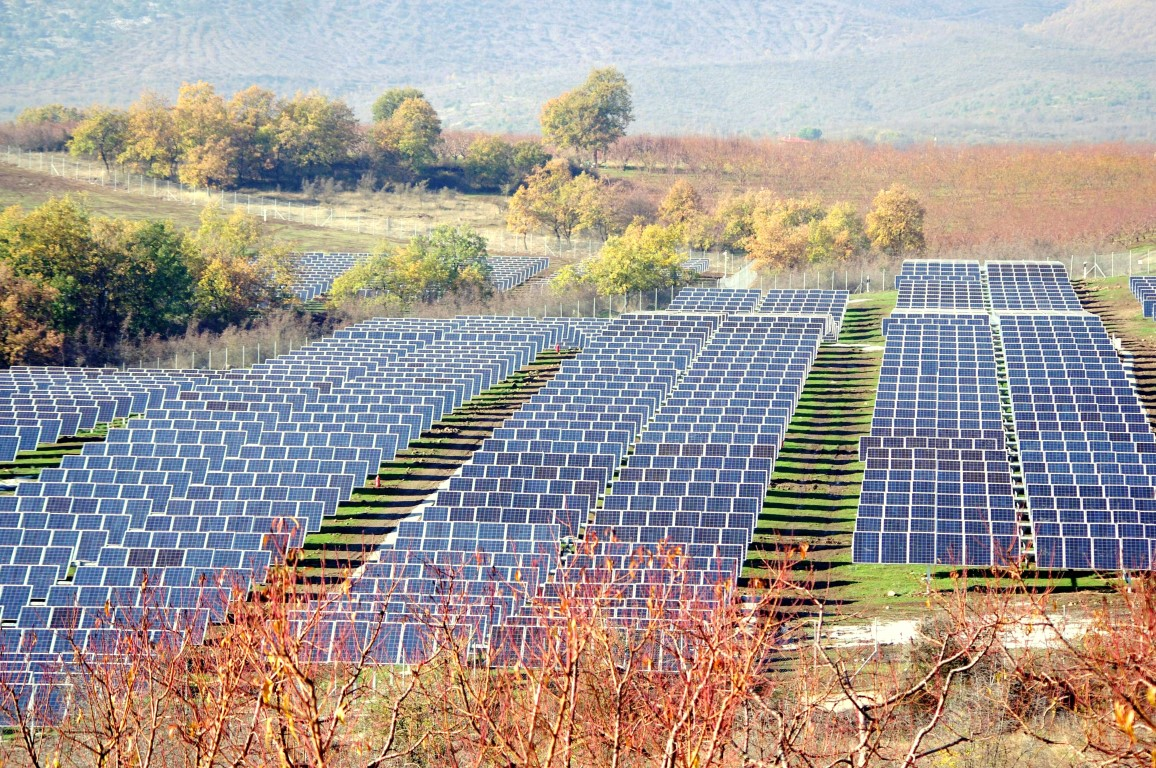
8-ميغاواط محطة طاقة كهرضوئية تستخدم متعقب احادي أفقي، اليونان

المتعقب الشمسي هو جهاز يوجه الحمل نحو أشعة الشمس المباشرة. عادة مايكون الحمل ألواح شمسية أو قناة القطع المكاقئ أو العاكس فريسنيل المستقيم أو مرايا أو عدسات.
تستخدم المتعقبات لتقليل زواية السقوط بين أشعة الشمس القادمة واللوح الكهرضوئي في الأنظمة الكهرضوئية ذات الألواح المسطحة. تأتي زيادة كمية الطاقة من القدرة المركبة لتوليد الطاقة. في الاستعمالات الكهرضوئية الأساسية، في عام 2008-2009 تُنبأ أن المتعقبات سوف تستخدم بنسبة 85% على الأقل من التجهيزات التجارية بحجم 1 ميغاواط أو أكبر من عام 2009 وحتى 2012. على أي حال، حتى أبريل 2014، لا يوجد بيانات تدعم هذه التنبؤات.
تستخدم المتعقبات في أجهزة المركزات الكهروضوئية والطاقة الشمسية المركزة لتفعيل الأجزاء الظاهرة في نظامي المركزات والطاقة الشمسية المركزة. يستقبل الجزء الظاهر أشعة الشمس المباشرة ويجب أن تكون موجهة بشكل دقيق لتجمع الطاقة. توجد أنظمة التعقب في كل أجهزة المركزات لأن هذه الأنظمة لا تنتج طاقة إلا بتوجيهها نحو الشمس.

## المفهوم الأساسي

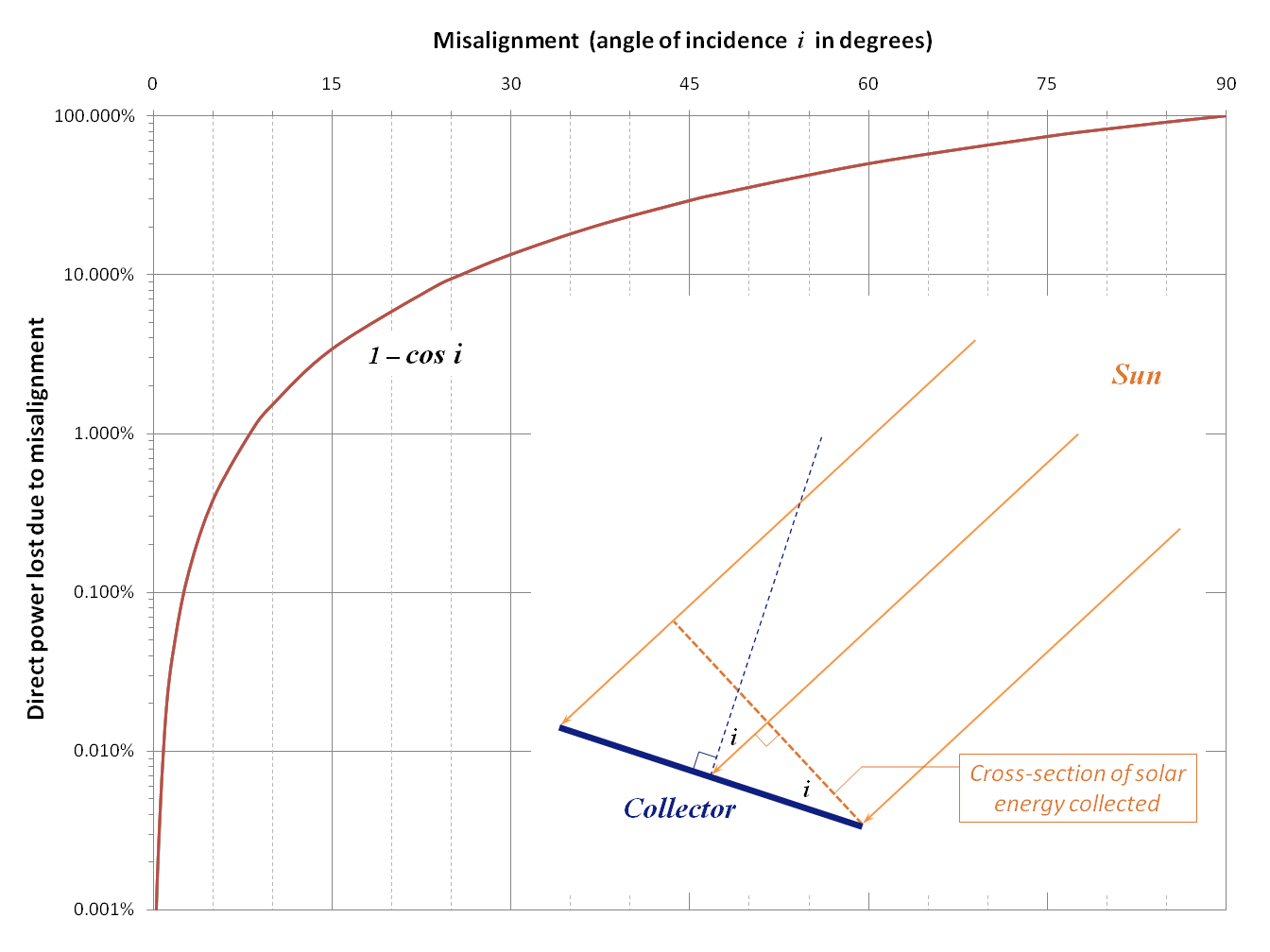
تتغير منطقة الالتقاط الفعالة للوح شمسي مسطح مع جيب التمام لميل اللوح الخاطئ مع الشمس.

أشعة الشمس لها عنصرين، «أشعة مباشرة» التي تحمل 90% من الطاقة الشمسية و«أشعة منتشرة» وفيها الباقي. تكون هذه الحصة المنتشرة في يوم صافي وسماء زرقاء وتزداد متناسبا مع كمية الغيوم. بما أن معظم الطاقة في أشعة الشمس المباشرة، يتطلب وجود الشمس على الألواح لأطول مدة ممكنة وذلك للزيادة القصوى.
تنقص مشاركة الطاقة من الأشعة المباشرة مع جيب التمام للزواية بين الضوء القادم واللوح الشمسي. تكون الانعكاسية (متوسط عبر الكل الاستقطابات) دائمة لكل الزوايا التأثير حتى 50 درجة، وفوق ذلك ينخفض الانعكاس بسرعة.
| i     | الفقد= 1 - جيب التمام(i) |  | i   | الساعات | الفقد |
| ----- | ------------------------ |  | --- | ------- | ----- |
| 0°    | 0%                       |  | 15° | 1       | 3.4%  |
| 1°    | 0.015%                   |  | 30° | 2       | 13.4% |
| 3°    | 0.14%                    |  | 45° | 3       | 30%   |
| 8°    | 1%                       |  | 60° | 4       | >50%  |
| 23.4° | 8.3%                     |  | 75° | 5       | >75%  |

## أنواع اللواقط الشمسية
تتطلب الأنواع المختلفة من اللواقط الشمسية وموقعها (العرض الجغرافي) أنواع مختلفة من أليات التعقب. من أنواع اللواقط الشمسية:
- ألواح مسطحة لاتعتمد على تركيز الأشعة، عادة ألواح كهرضوئية أو التوليد بالماء الساخن.
- أنظمة تركيز الأشعة بمختلف أنواعها.

يمكن أن تكون أنظمة ربط اللواقط الشمسية مثبتة (تحرك يدويا) أو متحركة (تعقب). تصنف أنظمة التعقب إلى:
- لاقط ثابت/مرأة متحركة.
- لاقط متحرك.

### اللواقط الثابتة
تكون المشاريع الشمسية السكنية وذات الحجم الصغير تجاريا أو المشاريع الصناعية فوق سطوح الأبنية وألواح التسخين الشمسية مثبتة غالبا ومباشرة على سطح مائل. ميزات الأنظمة الثابتة هي:
- بساطة الأدوات: سهلة للتصنيع وكلفة إنشاء وصيانة قليلة.
- مشكلة الرياح: من الأسهل والأرخص توفير قاعدة ثابتة، كل الألواح المثبتة ماعدا الالواح المثبتة مباشرة يجب أن تصمم بحذر ويؤخذ بعين الاعتبار قوة الرياح بسبب الكشف الكبير للألواح.
- الضوء غير المباشر: تقريبا 10% من أشعة الشمس غير المباشرة هو ضوء منتشر ويمتص بأي زواية مع الشمس.
- التسامح مع خطأ زواية الميلان: مساحة الالتقاط الفعالة للوح مسطح عادة غير حساسة للمستويات العالية من خطأ زواية الميلان مع الشمس، مثلا يقلل فرق خطأ زواية الميلان 25 درجة من أشعة الشمس المباشرة الملتقطة بنسبة 10%.